# Oscar Egg

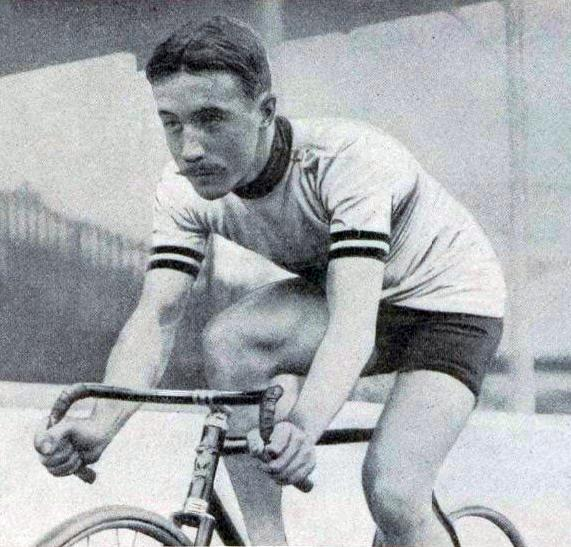
Oscar Egg på Vélodrome Buffalo i Paris den 21 augusti 1913.

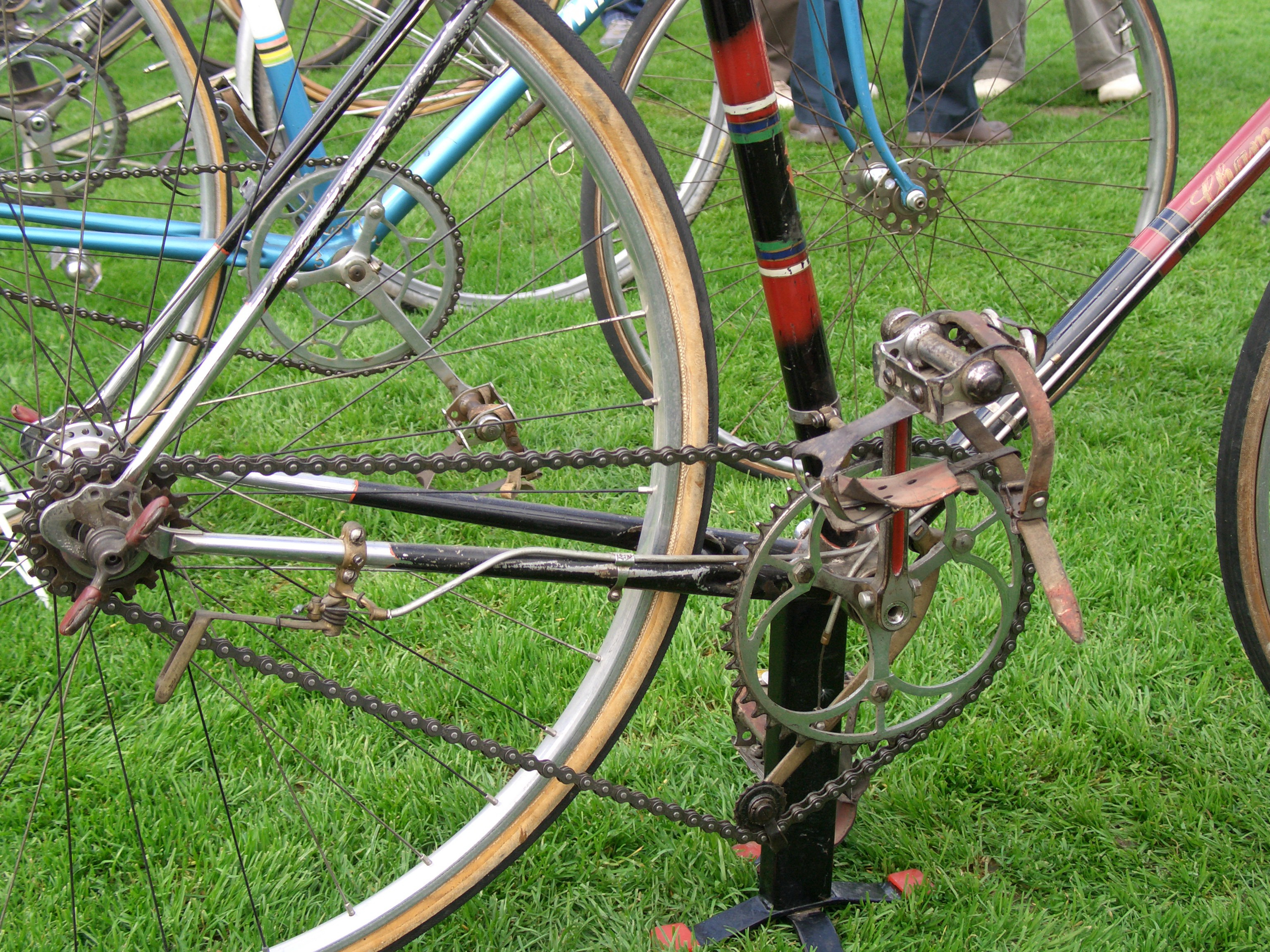
Eggs Super Champion-system med tre klingor på bakdrevet, kedjeförare på den undre delen av kedjan och kedjestäckare vid framdrevet.

Oscar Egg, född den 2 mars 1890 i Schlatt, död den 9 februari 1961 i Nice, var en schweizisk tävlingscyklist och cykelkonstruktör. Som cyklist är han främst känd för att han slog timrekordet tre gånger (det sista av dessa tre stod sig sedan i nästan 20 år), men han vann även Paris-Tours, etapper i både Tour de France och Giro d'Italia, samt flera sexdagarslopp på bana. Som konstruktör är han främst känd för sitt växelsystem för cyklar kallat Super Champion som 1937 var det första som tilläts användas i Tour de France (sedan 1919 fick bara cyklar med fast utväxling användas).

## Meriter

### Landsväg
1912
3:a i Paris-Bryssel
7:a i Paris-Tours
1914
Vinnare av etapperna 4 och 5 i Tour de France
Vinnare av Paris-Tours
Vinnare av  Schweiziska mästerskapen
4:a i Paris-Roubaix
1917
Vinnare av Milano-Torino
Vinnare av Milano-Modena
3:a i Giro della Provincia di Milano
6:a i Giro dell'Emilia
1919
Vinnare av etapp 3 i Giro d'Italia
1922
8:a i Criterium des As

### Bana
1914
Vinnare av  Schweiziska mästerskapen i sprint
1915
Vinnare av Chicagos sexdagars (med Francesco Verri)
1916
Vinnare av New Yorks sexdagars (med Marcel Dupuy)
1919
2:a i New Yorks sexdagars
1921
Vinnare av Paris sexdagars (med Georges Sérès)
Vinnare av New Yorks sexdagars (med Piet Van Kempen)
1922
Vinnare av Gents sexdagars (med Marcel Buysse)
1923
Vinnare av Chicagos sexdagars (med Marie Maurice)
Vinnare av Paris sexdagars (med Piet Van Kempen)
1924
Vinnare av Chicagos sexdagars (med Albert Francis)
Vinnare av Bol d'Or
2:a i New Yorks sexdagars
1925
2:a i Paris sexdagars
1926
Vinnare av  Schweiziska mästerskapen i sprint
Timrekordet
1912
42 360 m (Paris 22 augusti, slog Marcel Berthets 41 520 m från 1907)
1913
43 525 m (Paris 21 augusti, slog Marcel Berthets 42 741 m satt 14 dagar tidigare)
1914
44 247 m (Paris 18 juni, slog Marcel Berthets 43 775 m från 21 september 1913, Eggs rekord stod sig till 1933, då det slogs av Jan van Hout)